# Сельский округ Карасу
Се́льский окру́г Карасу́ (до 6 февраля 2018 года — Пионе́рский се́льский окру́г, каз. Қарасу  ауылдық округі) — административная единица в составе Жамбылского района Жамбылской области Казахстана.
Административный центр — село Ащыбулак.

## История
В 1989 году существовал как Пионерский сельсовет в составе двух населённых пунктов: сёла Пионер (административный центр, ныне — Ащыбулак) и Чайдана.
В периоде 1991—1998 годов Пионерский сельсовет был преобразован в сельский округ согласно реформам административно-территориального устройства Республики Казахстан.
Постановлением акимата Жамбылской области от 29 декабря 2017 года № 312 и решением маслихата Жамбылской области от 25 января 2018 года № 20-5 «О переименовании сельского округа и некоторых сел Жамбылской области»:
- Пионерский сельский округ был переименован в сельский округ Карасу́;
- административный центр сельского округа село Пионер было переименовано в село Ащыбула́к.

## Население
| Численность населения | Численность населения | Численность населения |
| 1989                  | 1999                  | 2009                  |
| --------------------- | --------------------- | --------------------- |
| 2087                  | ↘1991                 | ↘1913                 |

## Состав
| № | Населённый пункт | Тип населённого пункта       | Население, 1989 | Население, 1999 | Население, 2009 |
| - | ---------------- | ---------------------------- | --------------- | --------------- | --------------- |
| 1 | Ащыбулак         | село, административный центр | 1 086           | ↗1 202          | ↗1 443          |
| 2 | Шайдана          | село                         | 1 001           | ↘789            | ↘470            |